# Fritz Seibert
Fritz Seibert (* 14. Juli 1917; † 2005 oder 2006) war ein deutscher Kommunist, Journalist, Buchautor und Wehrmachtsdeserteur.

## Leben
Seibert erlernte nach der Volksschule den Beruf des Rundfunkmechanikers. Er stammte aus einer sozialdemokratischen Arbeiterfamilie. Sein Vater wurde von den Nazis verfolgt und starb an den Folgen der Haft. Als wehrpflichtiger Wehrmachtssoldat nutzte er 1944 in der Slowakei eine günstige Gelegenheit zum Frontwechsel. Ein Militärgericht verurteilte ihn deshalb in Abwesenheit zum Tod.
Nach seiner Rückkehr nach Offenbach wurde er Mitglied der Kommunistischen Partei Deutschlands (KPD) und  Redakteur einer KPD-Zeitung. Nach dem Verbot der KPD durch das Bundesverfassungsgericht war Seibert eine Zeit lang im Gefängnis. Danach musste er den Lebensunterhalt für sich und seine Familie als Hilfsarbeiter erarbeiten, bis er wieder als Redakteur neugegründeter linker Zeitungen und als Journalist tätig werden konnte. 1968 wurde er Korrespondent für die DKP-Zeitung Unsere Zeit (UZ) für Hessen, Rheinland-Pfalz und das Saarland. Außerdem wurde er von der UZ-Zentralredaktion oft ins Ausland geschickt. Daneben verfasste er mehrere Bücher für den Verlag Marxistische Blätter und den Weltkreisverlag.
Seibert wurde auf dem Hausener Waldfriedhof beigesetzt. Seine 1995 veröffentlichte Autobiographie ist im Eigenverlag der DKP Offenbach erschienen und nicht in der DNB vorrätig.

## Publikationen
- ... und nicht vergessen. Deutsche Kommunistische Partei, Offenbach 1995. OCLC 314367169.
- Zu den Sternen, wohin sonst? Raumfahrt und Raketentechnik der Weltmächte. Weltkreis, Dortmund 1982, ISBN 3-881-42278-1.
- Wohnungsnot: Ursachen, Folgen, Ausweg. Verlag Marxistische Blätter, Frankfurt am Main 1981, ISBN 3-880-12653-4.
- Profit kontra Lebensqualität. Verlag Marxistische Blätter, Frankfurt am Main 1973, ISBN 3-880-12153-2.
- Das Milliardending: Mietwucher und Bodenspekulation. Verlag Marxistische Blätter, Frankfurt am Main 1972, OCLC 256284264.